# Tetsuji Shioda
Tetsuji Shioda (em japonês:  塩田 徹治, Shioda Tetsuji; 1940) é um matemático japonês.
Shioda obteve um doutorado em 1967 na Universidade Johns Hopkins, orientado por Jun-Ichi Igusa. É professor da Universidade Rikkyō.
Foi palestrante convidado do Congresso Internacional de Matemáticos em Quioto  (1990: Theory of Mordell-Weil lattices).